# A chi mi dice (Il Volo)
A chi mi dice è un singolo del gruppo musicale italiano Il Volo, pubblicato il 12 aprile 2019 come secondo estratto dal sesto album in studio Musica.

## Descrizione
Il brano, scritto da Lars Halvor Jansen, Lee Ryan, Martin Michael Larsson e Tiziano Ferro, è un adattamento dell'omonimo brano del 2004 composto da quest'ultimo come adattamento in italiano del brano Breathe Easy della boy band britannica Blue, e prodotto da Michele Torpedine.

## Video musicale
Il video musicale, girato a bordo di una barca a vela intorno all'isola di Capri, è stato pubblicato il 15 maggio 2019 attraverso il canale del gruppo.

## Tracce
Testi e musiche di Lars Halvor Jansen, Lee Ryan, Martin Michael Larsson e Tiziano Ferro.
1. A chi mi dice – 3:39